# Juan Manuel Delgado Lloria
Juan Manuel Delgado Lloria (17 de noviembre de 1990) es un futbolista español que juega como delantero en el V-Varen Nagasaki de la J2 League.

## Trayectoria
El 31 de agosto de 2016 llegó cedido al UCAM Murcia Club de Fútbol, quien llegaba en calidad de cedido desde el Heart of Midlothian F. C. tras haber marcado trece goles en la anterior temporada.
En enero de 2017 se canceló la cesión y se marchó el V-Varen Nagasaki, pasando posteriormente por el Omiya Ardija y el Avispa Fukuoka antes de regresar a Nagasaki en 2023. Ese año consiguió ser el máximo goleador de la J2 League y fue incluido en el equipo ideal de la competición.

## Palmarés

### Distinciones individuales
| Distinción                                         | Año  |
| -------------------------------------------------- | ---- |
| Máximo goleador de la J2 League (23 goles)         | 2023 |
| J2 League Best XI                                  | 2023 |
| Máximo goleador de la Copa del Emperador (4 goles) | 2024 |